# Ambinanindovoka
Ambinanindovoka – gmina wiejska (kaominina) na Madagaskarze, w regionie Haute Matsiatra, w dystrykcie Ambalavao. W 2001 roku zamieszkana była przez 10 595 osób. Siedzibę administracyjną stanowi Ambinanindovoka. Jest jedną z 17 gmin dystryktu.
Przez gminę przebiega droga prowincjonalna. Na jej obszarze funkcjonują m.in. szkoła pierwszego stopnia oraz szkoła drugiego stopnia pierwszego cyklu. 90% mieszkańców trudni się rolnictwem, 8% pracuje w sektorze hodowlanym, natomiast 2% w usługach. Produktami o największym znaczeniu żywnościowym są ryż oraz kukurydza.
Przed wprowadzeniem nowego podziału administracyjnego Madagaskaru w 2007 r. gmina znajdowała się w prowincji Fianarantsoa.
Gmina położona jest w strefie czasowej UTC+03:00.